# Стоквел (Индијана)
Стоквел (енгл. Stockwell) насељено је место без административног статуса у америчкој савезној држави Индијана.

## Демографија
По попису из 2010. године број становника је 545.
| Група             | 2000.    | 2010.       |
| Белци             | 0 (0,0%) | 519 (95,2%) |
| Афроамериканци    | 0 (0,0%) | 1 (0,2%)    |
| Азијати           | 0 (0,0%) | 4 (0,7%)    |
| Хиспаноамериканци | 0 (0,0%) | 14 (2,6%)   |
| Укупно            | 0        | 545         |